# Pottendorf
Pottendorf es una localidad del distrito de Baden, en el estado de Baja Austria, Austria, con una población estimada a principio del año 2018 de 7049 habitantes. 
Se encuentra ubicada al este del estado, a poca distancia al sur de Viena y al oeste de la frontera con el estado de Burgenland.

## Historia
Pottendorf probablemente debe su topónimo a uno de sus primeros pobladores, Potho (Botho) , que vivió en el siglo XI y proviene de la familia Aribone. Probablemente le dio al lugar que se desarrolló alrededor del castillo su nombre "Potodorf" (más tarde Pottendorf). En otros lugares, Rudolf von Pottendorf es nombrado constructor del castillo alrededor del año 1090.
El castillo y sus propietarios formaron la pieza central del lugar durante mucho tiempo. Después de varios cambios de propiedad y la reconstrucción del castillo en un castillo residencial, el conde Ferenc Nádasdy tomó el control del castillo en 1665. Debajo de él, con la ayuda del impresor de libros de Amberes, Hieronymus Verdussen, el llamado “Pottendorfer Drucke” comenzó a funcionar la imprenta del castillo Pottendorfer. Pero Nádasdy también estuvo involucrado en la conspiración del magnate contra el emperador Leopoldo I y, por lo tanto, fue arrestado en el castillo de Pottendorf y ejecutado el 30 de abril de 1671 en Viena. La propiedad fue confiscada.
Gracias a una carta de protección, la población de Pottendorf salió bien librada durante la invasión turca en 1683. Sólo una delegación turca se instaló en el castillo, pero se retiró rápidamente, al final del sitio de Viena. Sin embargo, los poblados de Wampersdorf y Landegg fueron incendiados. En 1702, Gundaker Thomas Graf Starhemberg recibió el dominio de Pottendorf e hizo construir la iglesia parroquial, una construcción barroca que data de 1714 o 1717, elevada según los planos de Lucas von Hildebrandt. Hasta 1800, Pottendorf fue una pequeña comunidad agrícola y artesanal alrededor del castillo.
Durante la Segunda Guerra Mundial, de junio a diciembre de 1944, la administración de la finca de Esterházy utilizó a prisioneros judíos húngaros para realizar trabajos forzados en actividades agrícolas en el área rural de Pottendorf.